# Masaki Kobayashi
 (janvier 2009).
Si vous disposez d'ouvrages ou d'articles de référence ou si vous connaissez des sites web de qualité traitant du thème abordé ici, merci de compléter l'article en donnant les références utiles à sa vérifiabilité et en les liant à la section « Notes et références ».
Pour les articles homonymes, voir Kobayashi.
Masaki Kobayashi (小林 正樹, Kobayashi Masaki), né le 14 février 1916 à Otaru (Hokkaidō) et mort le 4 octobre 1996 à Tokyo, est un réalisateur et scénariste japonais. 

## Biographie
Après des études d'art oriental ancien et de philosophie qu'il effectue à l'université Waseda entre 1933 et 1941, Kobayashi entre aux studios Ōfuna de la Shōchiku comme assistant réalisateur (1941). Mobilisé en janvier 1942 par l'Armée impériale, il est envoyé en Mandchourie, puis il rejoint en 1944 les îles Ryūkyū d'où il assiste à la défaite du Japon. En 1944, Kobayashi est fait prisonnier par l'armée américaine et reste détenu un an dans un camp à Okinawa. 
Après sa libération en novembre 1946, il réintègre la Shōchiku et travaille en tant qu'assistant pour Keisuke Kinoshita, notamment sur le premier film en couleurs tourné au Japon, Carmen revient au pays (1951).
Après un premier film de commande, un moyen-métrage intitulé La Jeunesse du fils (1952), Kobayashi réalise des films beaucoup plus personnels, hantés par les années de guerre, dans lesquels il impose progressivement sa marque à travers une dénonciation de l'injustice sociale, de l'ordre hiérarchique de la société japonaise et de la responsabilité du Japon dans la guerre.  La sortie de son film La Pièce aux murs épais, tourné en 1953, est ainsi repoussée de quatre ans par l'autocensure de la Shōchiku craignant la censure américaine. 

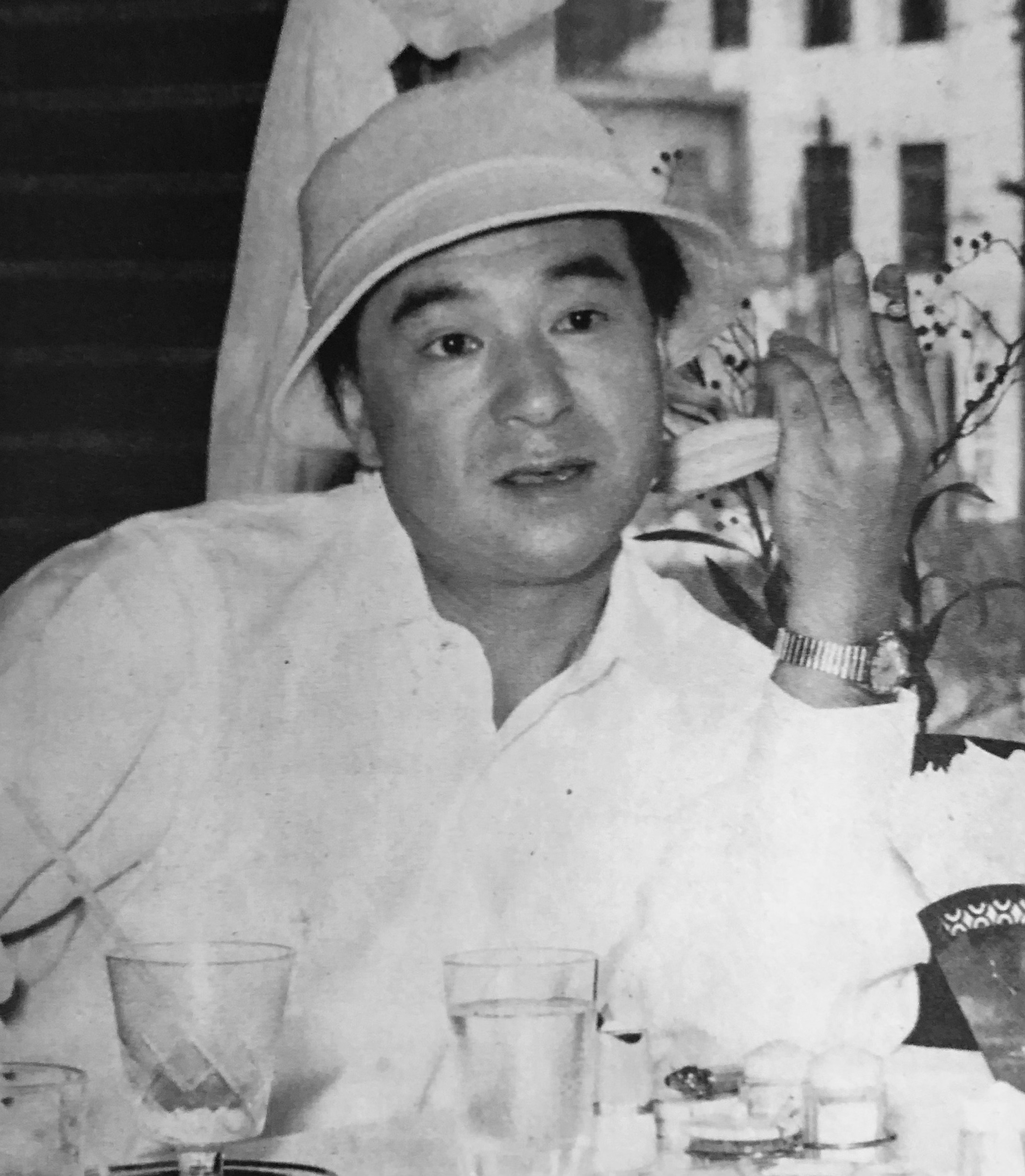
Masaki Kobayashi en 1960.

Son œuvre met souvent en scène des personnages idéalistes tentant de lutter contre la corruption du système, mais qui finissent par être vaincus. La plupart de ses films se finissent ainsi sur une note sombre, amère.
Après avoir lu La Condition de l'homme (1958), roman semi-autobiograhique de Junpei Gomikawa sur son expérience de soldat en Mandchourie, Kobayashi décide de l'adapter pour dénoncer l'horreur de la guerre. Il en fait une trilogie de plus de neuf heures trente : Il n'y a pas de plus grand amour (1959), Le Chemin de l'éternité (1959), La Prière du soldat (1961). Cette fresque historique rencontre un succès retentissant à sa sortie et constitue l'œuvre majeure de Kobayashi. Pourtant le statut contestataire du cinéaste fait peur à la Shōchiku qui préfère se séparer de lui.
Avec Hara-kiri (1962), Kobayashi fait une critique violente — au travers de la féodalité — de la société japonaise et du culte des traditions, thèmes qu'il reprend dans Rébellion (1967). Entre-temps il réalise une très remarquée fresque fantastique en quatre épisodes, Kwaïdan (1964), qui est sélectionnée comme entrée japonaise pour l'Oscar du meilleur film en langue étrangère à la 38e cérémonie des Oscars. Le travail de Kobayashi est alors reconnu et il reçoit le prix du jury au Festival de Cannes pour Hara-kiri et Kwaïdan ainsi que le prix FIPRESCI à la Mostra de Venise pour Rébellion. 
À partir des années 1970, il apparaît moins inspiré et rencontre des difficultés pour faire aboutir ses projets. Yonki-no-Kai Productions, fondée en 1969 avec entre autres Akira Kurosawa, a de graves difficultés à la suite de l'échec commercial du Dodes'kaden (1970) de ce dernier. Kobayashi se tourne alors vers la télévision et réalise une mini-série tirée d'un roman de Yasushi Inoue, Les Fossiles, diffusée en 1972 — elle sera remontée pour une sortie en salles en 1975 — tout en continuant de réaliser des films pour le cinéma, mais avec moins de visibilité.
Kobayashi meurt le 4 octobre 1996 d'un arrêt cardiaque. Il a réalisé vingt-trois films et écrit huit scénarios.

## Filmographie

### Réalisateur
Sauf indication contraire, les titres en français se basent sur la filmographie de Masaki Kobayashi dans l'ouvrage Le Cinéma japonais de Tadao Satō. La mention « +Scénariste » indique que Masaki Kobayashi est aussi auteur du scénario.
- 1952 : La Jeunesse du fils (息子の青春, Musuko no seishun?)
- 1953 : Le Cœur sincère (まごころ, Magokoro?)
- 1954 : Trois Amours (三つの愛, Mittsu no ai?) +Scénariste
- 1954 : Quelque part sous le ciel immense (この広い空のどこかに, Kono hiroi sora no dokoka ni?)
- 1955 : Les Belles Années (美わしき歳月, Uruwashiki saigetsu?)
- 1956 : La Fontaine (泉, Izumi?)
- 1956 : Je t'achèterai (あなた買います, Anata kaimasu?)
- 1956 : La Pièce aux murs épais[5],[6] ou Le Cachot aux murs épais[7] (壁あつき部屋, Kabe atsuki heya?)
- 1957 : La Rivière noire (黒い河, Kuroi kawa?)
- 1959 : Trilogie La Condition de l'homme (人間の条件, Ningen no jōken?)
  - 1959 : Il n'y a pas de plus grand amour (人間の条件 第一部純愛篇、第二部激怒篇?) +Scénariste
  - 1959 : Le Chemin de l'éternité (人間の条件 第三部望郷篇、第四部戦雲篇?) +Scénariste
  - 1961 : La Prière du soldat (人間の条件 完結篇 第五部死の脱出、第六部曠野の彷徨?) +Scénariste
- 1962 : L'Héritage (からみ合い, Karami-ai?)
- 1962 : Hara-kiri (切腹, Seppuku?)
- 1965 : Kwaïdan (怪談, Kaidan?)
- 1967 : Rébellion (上位討ち 拝領妻始末, Jōi uchi hairyō tsuma shimatsu?)
- 1968 : Pavane pour un homme épuisé (日本の青春, Nihon no seishun?)[8]
- 1971 : L'Auberge du mal (いのちぼうにふろう, Inochi bō ni furō?)
- 1975 : Les Fossiles (化石, Kaseki?)
- 1978 : L'Automne embrasé (燃える秋, Moeru aki?)
- 1983 : Le Procès de Tokyo (東京裁判, Tōkyō saiban?) +Scénariste
- 1985 : La Table vide (食卓のない家, Shokutaku no nai ie?) +Scénariste

### Scénariste
- 1949 : Le Tambour brisé (破れ太鼓, Yabure-daiko?) de Keisuke Kinoshita
- 2000 : Dora-heita (どら平太?) de Kon Ichikawa

## Récompenses et distinctions
- 1963 : prix du jury au Festival de Cannes pour Hara-kiri[9]
- 1965 : prix du jury au Festival de Cannes pour Kwaïdan[10]
- 1967 : prix FIPRESCI à la Mostra de Venise pour Rébellion[11]
- 1969 : Pavane pour un homme épuisé est présenté en compétition au Festival de Cannes[12]